# Wallace L. W. Sargent
Wallace Leslie William Sargent (Elsham, 15 de febrero de 1935 – 29 de octubre de 2012) fue un astrónomo estadounidense de origen británico y Profesor Astronomía en el Instituto de Tecnología de California.

## Biografía
Sargent nació en el seno de una familia donde su padre era jardinero, aunque creció en Winterton (Lincolnshire). Sargent fue la primera persona de su familia en ir al instituto y a la universidad. Se licenció en la Universidad de Manchester en 1956 y su doctorado en 1959 en la misma institución.
Sargent estuvo la mayoría de su carrera en el Instituto de Tecnología de California, a excepción de cuatro años en los que tuvo que volver a Gran Bretaña junto a su mujer, Anneila Sargent.
Sargent estuvo implicado en diferentes áreas de la astronomía como las estrellas, galaxias, quasars y Galaxias activas, líneas de absorción de quasars y el medio intergaláctico. Fue pionero en la detección de agujeros negros supermasivos en el núcleo galáctico usando dinámicas estelares, y publicó la primera medición dinámica de la masa del agujero negro en la galaxia elíptica Messier 87.
Supervisó las tesis de estudiantes de la talla de John Huchra, Edwin Turner, Charles C. Steidel y Alex Filippenko. Fue director también del Observatorio Palomar de 1997 a 2000.

### Honores y reconocimientos
- Premio Helen B. Warner en Astronomía (1969)
- Premio Dannie Heineman de Astrofísica (1991)
- Medalla Bruce (1994)
- Premio Henry Norris Russell (2001)
- Elegido miembro de la Royal Society (1981)[5]
- El Asteroide 11758 Sargent es nombrado así en su honor